# Ronde van de Middellandse Zee 2014
De 41e editie van de wielerwedstrijd Ronde van de Middellandse Zee (Frans: Tour Méditerranéen) vond in 2014 plaats van 13 tot en met 16 februari. De start was in de gemeente Argelès-sur-Mer, de finish op de Mont Faron. De ronde maakte deel uit van de UCI Europe Tour 2014, in de wedstrijdcategorie 2.1. De titelhouder was Thomas Löfkvist. Dit jaar won de Brit Steven Cummings.

## Deelnemende ploegen
| WorldTour           | ProContinentaal              | Continentaal            |
| ------------------- | ---------------------------- | ----------------------- |
| AG2R-La Mondiale    | Bretagne-Séché Environnement | BigMat-Auber 93         |
| Europcar            | Cofidis                      | La Pomme Marseille 13   |
| FDJ.fr              | Androni Giocattoli           | Roubaix Lille Métropole |
| BMC Racing Team     | Bardiani CSF                 | Raleigh                 |
| Giant-Shimano       | Caja Rural                   | Wallonie-Bruxelles      |
| Katjoesja           | CCC Polsat Polkowice         |                         |
| Trek Factory Racing | Colombia                     |                         |
|                     | IAM Cycling                  |                         |
|                     | Wanty-Groupe Gobert          |                         |

## Etappe-overzicht
| etappe | datum       | start                  | finish                 | afstand       | winnaar                | klassementsleider |
| ------ | ----------- | ---------------------- | ---------------------- | ------------- | ---------------------- | ----------------- |
| 1e     | 13 februari | Argelès-sur-Mer        | Montagnac              | 223,5 km      | John Degenkolb         | John Degenkolb    |
| 2e     | 14 februari | Cadolive               | Rousset                | 170,6 km      | John Degenkolb         | John Degenkolb    |
| 3e     | 15 februari | Lambesc                | Saint-Rémy-de-Provence | 63 km         | John Degenkolb         | John Degenkolb    |
| 4e     | 15 februari | Saint-Rémy-de-Provence | Saint-Rémy-de-Provence | 18,2 km (ITT) | Steven Cummings        | Steven Cummings   |
| 5e     | 16 februari | Bandol                 | Toulon Mont-Faron      | 192,7 km      | Jean-Christophe Péraud | Steven Cummings   |

## Etappe-uitslagen

### 1e etappe
| Argelès-sur-Mer – Montagnac (223,5 km) |                     |                         |          |
| Plaats                                 | Naam                | Ploeg                   | Tijd     |
| Winnaar                                | John Degenkolb      | Giant-Shimano           | 5u34'01" |
| 2                                      | Danilo Napolitano   | Wanty-Groupe Gobert     | z.t.     |
| 3                                      | Sonny Colbrelli     | Bardiani CSF            | z.t.     |
| 4                                      | Manuel Belletti     | Androni Giocattoli      | z.t.     |
| 5                                      | Benjamin Giraud     | La Pomme Marseille      | z.t.     |
| 6                                      | Cyril Gautier       | Europcar                | z.t.     |
| 7                                      | Mirko Selvaggi      | Wanty-Groupe Gobert     | z.t.     |
| 8                                      | Luis León Sánchez   | Caja Rural              | z.t.     |
| 9                                      | Baptiste Planckaert | Roubaix Lille Métropole | z.t.     |
| 10                                     | Anthony Delaplace   | Bretagne-Séché E.       |          |
|                                        |                     |                         |          |
| 31                                     | Michel Kreder       | Wanty-Groupe Gobert     | z.t.     |

### 2e etappe
| Cadolive – Rousset (170,6 km) |                  |                         |          |
| Plaats                        | Naam             | Ploeg                   | Tijd     |
| Winnaar                       | John Degenkolb   | Giant-Shimano           | 4u16'39" |
| 2                             | Yannick Martinez | Europcar                | z.t.     |
| 3                             | Armindo Fonseca  | Bretagne-Séché E.       | z.t.     |
| 4                             | Sonny Colbrelli  | Bardiani CSF            | z.t.     |
| 5                             | Michel Kreder    | Wanty-Groupe Gobert     | z.t.     |
| 6                             | Cyril Gautier    | Europcar                | z.t.     |
| 7                             | Pavel Broett     | Katjoesja               | z.t.     |
| 8                             | Mirko Selvaggi   | Wanty-Groupe Gobert     | z.t.     |
| 9                             | Anthony Roux     | FDJ.fr                  | z.t.     |
| 10                            | Mikaël Cherel    | AG2R-La Mondiale        | z.t.     |
|                               |                  |                         |          |
| 15                            | Maxime Vantomme  | Roubaix Lille Métropole | z.t.     |

| Algemeen klassement |                   |                     |          |
| Plaats              | Naam              | Ploeg               | Tijd     |
| Gele trui           | John Degenkolb    | Giant-Shimano       | 9u50'40" |
| 2                   | Sonny Colbrelli   | Bardiani CSF        | z.t.     |
| 3                   | Cyril Gautier     | Europcar            | z.t.     |
| 4                   | Mirko Selvaggi    | Wanty-Groupe Gobert | z.t.     |
| 5                   | Yannick Martinez  | Europcar            | z.t.     |
| 6                   | Luis León Sánchez | Caja Rural          | z.t.     |
| 7                   | Pavel Broett      | Katjoesja           | z.t.     |
| 8                   | Sylvain Chavanel  | IAM Cycling         | z.t.     |
| 9                   | Fabio Felline     | Trek Factory Racing | z.t.     |
| 10                  | Anthony Delaplace | Bretagne-Séché E.   | z.t.     |
|                     |                   |                     |          |
| 12                  | Michel Kreder     | Wanty-Groupe Gobert | z.t.     |
| 20                  | Ben Hermans       | BMC Racing Team     | z.t.     |

### 3e etappe
| Lambesc – Saint-Rémy-de-Provence (63 km) |                     |                         |          |
| Plaats                                   | Naam                | Ploeg                   | Tijd     |
| Winnaar                                  | John Degenkolb      | Giant-Shimano           | 1u18'48" |
| 2                                        | Thor Hushovd        | BMC Racing Team         | z.t.     |
| 3                                        | Sonny Colbrelli     | Bardiani CSF            | z.t.     |
| 4                                        | Jérôme Pineau       | IAM Cycling             | z.t.     |
| 5                                        | Fabio Felline       | Trek Factory Racing     | z.t.     |
| 6                                        | Armindo Fonseca     | Bretagne-Séché E.       | z.t.     |
| 7                                        | Benjamin Giraud     | La Pomme Marseille      | z.t.     |
| 8                                        | Baptiste Planckaert | Roubaix Lille Métropole | z.t.     |
| 9                                        | Yannick Martinez    | Europcar                | z.t.     |
| 10                                       | Aleksandr Porsev    | Katjoesja               | z.t.     |
|                                          |                     |                         |          |
| 85                                       | Michel Kreder       | Wanty-Groupe Gobert     | z.t.     |

| Algemeen klassement |                   |                         |           |
| Plaats              | Naam              | Ploeg                   | Tijd      |
| Gele trui           | John Degenkolb    | Giant-Shimano           | 11u09'28" |
| 2                   | Sonny Colbrelli   | Bardiani CSF            | z.t.      |
| 3                   | Cyril Gautier     | Europcar                | z.t.      |
| 4                   | Yannick Martinez  | Europcar                | z.t.      |
| 5                   | Fabio Felline     | Trek Factory Racing     | z.t.      |
| 6                   | Mirko Selvaggi    | Wanty-Groupe Gobert     | z.t.      |
| 7                   | Anthony Roux      | FDJ.fr                  | z.t.      |
| 8                   | Jérôme Pineau     | IAM Cycling             | z.t.      |
| 9                   | Armindo Fonseca   | Bretagne-Séché E.       | z.t.      |
| 10                  | Anthony Delaplace | Bretagne-Séché E.       | z.t.      |
|                     |                   |                         |           |
| 14                  | Maxime Vantomme   | Roubaix Lille Métropole | z.t.      |
| 27                  | Michel Kreder     | Wanty-Groupe Gobert     | z.t.      |

### 4e etappe
| Saint-Rémy-de-Provence – Saint-Rémy-de-Provence (18,2 km) |                        |                     |         |
| Plaats                                                    | Naam                   | Ploeg               | Tijd    |
| Winnaar                                                   | Steven Cummings        | BMC Racing Team     | 24'27"  |
| 2                                                         | Riccardo Zoidl         | Trek Factory Racing | + 0'04" |
| 3                                                         | Sylvain Chavanel       | IAM Cycling         | + 0'10" |
| 4                                                         | Jean-Christophe Péraud | AG2R-La Mondiale    | + 0'15" |
| 5                                                         | Eduardo Sepúlveda      | Bretagne-Séché E.   | + 0'34" |
| 6                                                         | Tobias Ludvigsson      | Giant-Shimano       | + 0'35" |
| 7                                                         | Bob Jungels            | Trek Factory Racing | + 0'37" |
| 8                                                         | Ben Hermans            | BMC Racing Team     | + 0'43" |
| 9                                                         | Jérémy Roy             | FDJ.fr              | + 0'44" |
| 10                                                        | Thomas Degand          | Wanty-Groupe Gobert | + 0'46" |
|                                                           |                        |                     |         |
| 54                                                        | Michel Kreder          | Wanty-Groupe Gobert | + 1'36" |

| Algemeen klassement |                        |                     |           |
| Plaats              | Naam                   | Ploeg               | Tijd      |
| Gele trui           | Steven Cummings        | BMC Racing Team     | 11u33'55" |
| 2                   | Riccardo Zoidl         | Trek Factory Racing | + 0'04"   |
| 3                   | Sylvain Chavanel       | IAM Cycling         | + 0'10"   |
| 4                   | Jean-Christophe Péraud | AG2R-La Mondiale    | + 0'15"   |
| 5                   | Eduardo Sepúlveda      | Bretagne-Séché E.   | + 0'34"   |
| 6                   | Tobias Ludvigsson      | Giant-Shimano       | + 0'35"   |
| 7                   | Bob Jungels            | Trek Factory Racing | + 0'37"   |
| 8                   | Ben Hermans            | BMC Racing Team     | + 0'43"   |
| 9                   | Jérémy Roy             | FDJ.fr              | + 0'44"   |
| 10                  | Thomas Degand          | Wanty-Groupe Gobert | + 0'46"   |
|                     |                        |                     |           |
| 36                  | Michel Kreder          | Wanty-Groupe Gobert | + 1'36"   |

### 5e etappe
| Bandol – Toulon Mont-Faron (192,7 km) |                         |                     |          |
| Plaats                                | Naam                    | Ploeg               | Tijd     |
| Winnaar                               | Jean-Christophe Péraud  | AG2R-La Mondiale    | 4u57'53" |
| 2                                     | Eduardo Sepúlveda       | Bretagne-Séché E.   | + 0'05"  |
| 3                                     | Stefan Denifl           | IAM Cycling         | + 0'11"  |
| 4                                     | Steven Cummings         | BMC Racing Team     | z.t.     |
| 5                                     | Jegor Silin             | Katjoesja           | + 0'17"  |
| 6                                     | Riccardo Zoidl          | Trek Factory Racing | z.t.     |
| 7                                     | Thomas Degand           | Wanty-Groupe Gobert | + 0'21"  |
| 8                                     | Francesco Bongiorno     | Bardiani CSF        | + 0'24"  |
| 9                                     | Carlos Alberto Betancur | AG2R-La Mondiale    | + 0'29"  |
| 10                                    | Franco Pellizotti       | Androni Giocattoli  | z.t.     |
|                                       |                         |                     |          |
| 73                                    | Michel Kreder           | Wanty-Groupe Gobert | + 3'33"  |

## Eindklassementen
| Plaats    | Naam                   | Ploeg                | Tijd      |
| --------- | ---------------------- | -------------------- | --------- |
| Gele trui | Steven Cummings        | BMC Racing Team      | 16u31'59" |
| 2         | Jean-Christophe Péraud | AG2R-La Mondiale     | + 0'04"   |
| 3         | Riccardo Zoidl         | Trek Factory Racing  | + 0'10"   |
| 4         | Eduardo Sepúlveda      | Bretagne-Séché E.    | + 0'28"   |
| 5         | Tobias Ludvigsson      | Giant-Shimano        | + 0'56"   |
| 6         | Thomas Degand          | Wanty-Groupe Gobert  | z.t.      |
| 7         | Sylvain Chavanel       | IAM Cycling          | + 1'01"   |
| 8         | Jegor Silin            | Katjoesja            | z.t.      |
| 9         | Ben Hermans            | BMC Racing Team      | + 1'18"   |
| 10        | Francesco Bongiorno    | Bardiani CSF         | + 1'29"   |
| 11        | Carlos Betancur        | AG2R-La Mondiale     | + 1'31"   |
| 12        | Alexandre Geniez       | FDJ.fr               | + 1'34"   |
| 13        | Bob Jungels            | Trek Factory Racing  | + 1'36"   |
| 14        | Davide Rebellin        | CCC Polsat Polkowice | + 1'42"   |
| 15        | Joeri Trofimov         | Katjoesja            | + 1'57"   |
| 16        | Stéphane Rossetto      | BigMat-Auber 93      | + 2'01"   |
| 17        | Jérémy Roy             | FDJ.fr               | + 2'02"   |
| 18        | Yannick Eijssen        | BMC Racing Team      | + 2'03"   |
| 19        | Georg Preidler         | Giant-Shimano        | + 2'28"   |
| 20        | Sébastien Reichenbach  | IAM Cycling          | + 2'32"   |
|           |                        |                      |           |
| 43        | Michel Kreder          | Wanty-Groupe Gobert  | + 4'58"   |

| Plaats      | Naam            | Ploeg               | Punten |
| ----------- | --------------- | ------------------- | ------ |
| Groene trui | John Degenkolb  | Giant-Shimano       | 75     |
| 2           | Sonny Colbrelli | Bardiani CSF        | 46     |
| 3           | Steven Cummings | BMC Racing Team     | 39     |
|             |                 |                     |        |
| 18          | Thomas Degand   | Wanty-Groupe Gobert | 15     |
| 22          | Michel Kreder   | Wanty-Groupe Gobert | 12     |

| Plaats    | Naam                   | Ploeg              | Punten |
| --------- | ---------------------- | ------------------ | ------ |
| Rode trui | Jarlinson Pantano      | Colombia           | 22     |
| 2         | Cyril Gautier          | Europcar           | 16     |
| 3         | Jean-Christophe Péraud | AG2R-La Mondiale   | 15     |
|           |                        |                    |        |
| 9         | Tom Dernies            | Wallonie-Bruxelles | 6      |

| Plaats     | Naam                | Ploeg               | Tijd      |
| ---------- | ------------------- | ------------------- | --------- |
| Witte trui | Eduardo Sepúlveda   | Bretagne-Séché E.   | 16u32'27" |
| 2          | Tobias Ludvigsson   | Giant-Shimano       | + 0'27"   |
| 3          | Francesco Bongiorno | Bardiani CSF        | + 1'00"   |
|            |                     |                     |           |
| 14         | Tom Dernies         | Wallonie-Bruxelles  | + 10'07"  |
| 23         | Danny van Poppel    | Trek Factory Racing | + 28'42"  |

| Plaats | Ploeg               | Tijd      |
| ------ | ------------------- | --------- |
|        | BMC Racing Team     | 49u39'06" |
| 2      | IAM Cycling         | + 1'06"   |
| 3      | Trek Factory Racing | + 1'20"   |
|        |                     |           |
| 5      | Giant-Shimano       | + 2'24"   |
| 9      | Wanty-Groupe Gobert | + 4'03"   |

## Klassementenverloop
| Etappe       | Winnaar                | Algemeen klassement · | Puntenklassement · | Bergklassement ·  | Jongerenklassement · | Ploegenklassement · |
| ------------ | ---------------------- | --------------------- | ------------------ | ----------------- | -------------------- | ------------------- |
| 1            | John Degenkolb         | John Degenkolb        | John Degenkolb     | Fernando Grijalba | Sonny Colbrelli      | Giant-Shimano       |
| 2            | John Degenkolb         | John Degenkolb        | John Degenkolb     | Jarlinson Pantano | Sonny Colbrelli      | Giant-Shimano       |
| 3            | John Degenkolb         | John Degenkolb        | John Degenkolb     | Jarlinson Pantano | Sonny Colbrelli      | Europcar            |
| 4            | Steven Cummings        | Steven Cummings       | John Degenkolb     | Jarlinson Pantano | Eduardo Sepúlveda    | BMC Racing Team     |
| 5            | Jean-Christophe Péraud | Steven Cummings       | John Degenkolb     | Jarlinson Pantano | Eduardo Sepúlveda    | BMC Racing Team     |
| 0Eindstanden | 0Eindstanden           | Steven Cummings       | John Degenkolb     | Jarlinson Pantano | Eduardo Sepúlveda    | BMC Racing Team     |

1974 · 1975 · 1976 · 1977 · 1978 · 1979 · 1980 · 1981 · 1982 · 1983 · 1984 · 1985 · 1986 · 1987 · 1988 · 1989 · 1990 · 1991 · 1992 · 1993 · 1994 · 1995 · 1996 · 1997 · 1998 · 1999 · 2000 · 2001 · 2002 · 2003 · 2004 · 2005 · 2006 · 2007 · 2008 · 2009 · 2010 · 2011 · 2012 · 2013 · 2014
Etappewedstrijden

 Ster van Bessèges ·
 Ronde van de Middellandse Zee ·
 Ruta del Sol ·
 Ronde van de Algarve ·
 Ronde van de Haut-Var ·
 Driedaagse van West-Vlaanderen ·
 Internationale Wielerweek ·
 Internationaal Wegcriterium ·
 Driedaagse van De Panne-Koksijde ·
 Ronde van de Sarthe ·
 Ronde van Trentino ·
 Ronde van Turkije ·
 Vierdaagse van Duinkerke ·
 Ronde van Azerbeidzjan ·
 Szlakiem Grodów Piastowskich ·
 Ronde van Castilië en León ·
 Ronde van Picardië ·
 Ronde van Noorwegen ·
 World Ports Classic ·
 Ronde van Beieren ·
 Ronde van België ·
 Tour des Fjords ·
 Ronde van Estland ·
 Ronde van Luxemburg ·
 Boucles de la Mayenne ·
 Ster ZLM Toer ·
 Ronde van Slovenië ·
 Route du Sud ·
 Ronde van Oostenrijk ·
 Sibiu Cycling Tour ·
 Ronde van Wallonië ·
 Ronde van Portugal ·
 Ronde van Denemarken ·
 Ronde van de Ain ·
 Ronde van Burgos ·
 Arctic Race of Norway ·
 Ronde van de Limousin ·
 Ronde van Poitou-Charentes ·
 Ronde van Groot-Brittannië ·
 Ronde van Gévaudan Languedoc-Roussillon ·
 Eurométropole Tour
Eendaagse wedstrijden

 GP La Marseillaise ·
 Grote Prijs van de Etruskische Kust ·
 Trofeo Palma ·
 Trofeo Ses Salines ·
 Trofeo Serra de Tramuntana ·
 Trofeo Platja de Muro ·
 Trofeo Laigueglia ·
 Ronde van Murcia ·
 Omloop Het Nieuwsblad ·
 Classic Sud Ardèche ·
 GP Lugano ·
 Clásica de Almería ·
 Kuurne-Brussel-Kuurne ·
 La Drôme Classic ·
 Le Samyn ·
 GP Città di Camaiore ·
 Strade Bianche ·
 Roma Maxima ·
 Ronde van Drenthe ·
 Dwars door Drenthe ·
 Nokere Koerse ·
 GP Nobili Rubinetterie ·
 Handzame Classic ·
 Classic Loire-Atlantique ·
 Grote Prijs van Cholet-Pays de Loire ·
 Dwars door Vlaanderen ·
 Route Adélie de Vitré ·
 Volta Limburg Classic ·
 Grote Prijs Miguel Indurain ·
 Ronde van La Rioja ·
 Scheldeprijs ·
 GP Cerami ·
 Klasika Primavera ·
 Parijs-Camembert ·
 Brabantse Pijl ·
 GP Denain ·
 Ronde van de Finistère ·
 Tro Bro Léon ·
 Ronde van Keulen ·
 La Roue Tourangelle ·
 Rund um den Finanzplatz Eschborn-Frankfurt ·
 Ronde van de Somme ·
 ProRace Berlin ·
 Grote Prijs van Plumelec ·
 Boucles de l'Aulne ·
 Ronde van Zeeland Seaports ·
 GP Kanton Aargau ·
 Ronde van Limburg ·
 Ronde van de Apennijnen ·
 Halle-Ingooigem ·
 Prueba Villafranca de Ordizia ·
 GP Industria & Artigianato-Larciano ·
 Ronde van Toscane ·
 Circuito de Getxo ·
 Polynormande ·
 RideLondon Classic ·
 GP Stad Zottegem ·
 Arnhem-Veenendaal Classic ·
 Châteauroux Classic de l'Indre ·
 Druivenkoers Overijse ·
 Brussels Cycling Classic ·
 GP Fourmies ·
 Ronde van de Doubs ·
 GP Jef Scherens ·
 Coppa Bernocchi ·
 GP van Wallonië ·
 Coppa Agostoni ·
 Ronde van de Drie Valleien ·
 Kampioenschap van Vlaanderen ·
 Grote Prijs Impanis-Van Petegem ·
 Memorial Marco Pantani ·
 GP Industria & Commercio di Prato ·
 GP van Isbergues ·
 Omloop van het Houtland ·
 Duo Normand ·
 Milaan-Turijn ·
 Ronde van het Münsterland ·
 Ronde van de Vendée ·
 Memorial Frank Vandenbroucke ·
 Coppa Sabatini ·
 Parijs-Bourges ·
 Ronde van Emilia ·
 Parijs-Tours ·
 GP Beghelli ·
 Nationale Sluitingsprijs ·
 Chrono des Nations